# Commerce (Michigan)
Pour les articles homonymes, voir Commerce (homonymie).
Commerce est un township du comté d'Oakland au Michigan.
Sa population était de 40 186 habitants en 2010.